# Romance & Yasmin
Romance & Yasmin – pierwszy album studyjny izraelskiej piosenkarki Jasmin Lewi. Wydawnictwo ukazało się 17 maja 2004 roku nakładem MRA Records. Utwory na albumie wykonywane są w języku ladino.

## Lista utworów
Opracowano na podstawie materiału źródłowego.
1. „Noches, Noches” (utwór tradycyjny) - 6:47
2. „De Edad De Kinze Anyos” (utwór tradycyjny) - 4:49
3. „Yo En La Prizion” (utwór tradycyjny) - 6:13
4. „Ven Kerida, Ven AMada” (utwór tradycyjny) - 5:45
5. „Kondja Mia, Kondja Mia” (utwór tradycyjny) - 0:55
6. „Muestro Senyor Elohenu” (utwór tradycyjny) - 5:51
7. „Una Ora En La Ventana” (utwór tradycyjny) - 4:52
8. „Madre, Si Esto Hazina” (utwór tradycyjny) - 2:59
9. „Me Estas Mirando” (utwór tradycyjny) - 3:36
10. „Esta Montanya D'Enfrente” (utwór tradycyjny) - 4:09
11. „Nani, Nani” (utwór tradycyjny) - 2:41
12. „Porque Iiorash Blanka Nina” (Live At Kit, Holland) – 6:32 (utwór dodatkowy)
13. „La Serena” (Live At Oslo, Norway) – 4:17 (utwór dodatkowy)
14. „Entre Las Huertas” (Live At Womad, UK) – 4:16 (utwór dodatkowy)